# 20 flessioni
20 Flessioni è un album in studio del rapper italiano Esa, pubblicato il 9 febbraio 2020. Le produzioni sono per la maggior parte affidate allo stesso rapper.
Dal 2 giugno dello stesso anno è disponibile la versione CD.

## Tracce
1. Check Me Outchyall - prod. J Raiser Jr
2. 20 Flessioni - prod. Captain Futuro Beats
3. Maestro Muti - prod. Captain Futuro Beats
4. Grandmaster Freshman - prod. Captain Futuro Beats
5. Joe Pesci - prod. Captain Futuro Beats
6. Johnny Walker Black (ft. Creep Giuliano & Young Pope) - prod.Captain Futuro Beats
7. La Reggina - prod. Looppolo
8. Mont Blanq (ft. Alex Antonov) - prod. Captain Futuro Beats
9. Ricky Cunningham - prod. Alsogood
10. Salsapariglia - prod. Captain Futuro Beats